# Spinasternum
Spinasternum (l. mn. spinasterna, ang. intersterntie) – brzuszny skleryt tułowia owadów.
Spinasternum wraz z eusternum składa się na sternum przedtułowia i śródtułowia. Położone jest za eusternum i stanowi skleryt międzysegmentalny. W sumie w tułowiu występują dwa spinasterna, z których pierwsze położone jest między przed- a śródtułowiem, a drugie między śród- a zatułowiem. Spinasternum może być zlane z eusternum lub oddzielone od niego szeroką błoną. U wyżej rozwiniętych owadów drugie spinasternum jest często zlane z resztą sternum śródtułowia i przez to nierozróżnialne.
Przez pierwsze spinasternum przebiegać po stronie brzusznej może linia oddzielająca przedtułów od śródtułowia. Spinasternum wytwarza wewnętrzny fałd spinalny i wyposażone jest w wyrostki apodemalne zwane spinae, stanowiące tułowiowy odpowiednik antecostae.